# 삭녕 신씨
삭녕 신씨(朔寧申氏)는 경기도 연천군(漣川郡)과 강원특별자치도 철원군(鐵原郡)을 관향으로 하는 한국의 성씨이다.

## 역사
시조(始祖) 신윤려(申允麗)의 외손녀 안변 한씨(安邊 韓氏)가 전주 이씨 이성계에게 출가하여 신의왕후(神懿王后)로 승격되자 신윤려는 찬성사(贊成事)로 증직(贈職)되었다.

## 본관
삭녕(朔寧)은 경기도 연천군(漣川郡)과 강원도 철원군(鐵原郡) 일부 지역에 위치했던 지명이다. 고구려 때에 소읍두현(所邑豆縣)이라 불리다가 757년(신라 경덕왕 16)에 삭읍(朔邑)으로 개칭되어 토산군(兎山郡)의 속현(屬縣)이 되었다. 940년(고려 태조 23)에 삭녕으로 이름을 바꾸고, 1018년(현종 9)에는 동주(東州)에 병합되었다가 1107년(예종 2)에 승령현(僧嶺縣)으로 이속되었다. 1413년(태종 14)에 지군사(知郡事)로 승격하여 승령현을 병합하였다.
《세종실록지리지》에 삭녕(朔寧)의 성(姓)으로 신(申)·김(金)·오(吳)·최(崔) 등이 기록되어 있다.
1896년에 경기도 삭녕군이 되었다가 1914년 삭녕군이 폐지되어 내문면(內文面), 인목면(寅目面), 마장면(馬場面)은 강원도 철원군에 속하였고, 나머지는 연천군에 병합되었다.

## 조선왕실과의 인척 관계
- 풍안군(태조 제7자 무안대군의 양자)비 군부인 삭녕 신씨